# Szülői elidegenítés
A szülői elidegenítés (parental alienation, rövidítve: PA) a gyermek pszichológiai manipulációjának folyamata és eredménye, amely a szülő és/vagy más családtagok felé indokolatlan félelem, tiszteletlenség vagy ellenségeskedés kialakulásához vezet. A jelenség a gyermek és az elutasított családtag ellen irányuló pszichológiai abúzus - lelki bántalmazás - egy jellegzetes formája, amely majdnem kizárólag a házastársak különélése, illetve válás esetén fordul elő, különösképp azokban az esetekben, ahol jogi lépésekre is sor került. Ennek fő oka általában az, hogy az egyik szülő ki akarja zárni a másik szülőt a gyermek életéből, de más családtagok, barátok, illetve a családdal kapcsolatban álló szakemberek (gyermekvédelmi dolgozók, pszichológusok, ügyvédek, bírók) is hozzájárulhatnak ehhez. A folyamat végül oda vezet, hogy a gyermek hosszú távon, sőt általában teljesen elidegenedik a szülőtől, illetve más családtagtól amit különösen negatív gyermekkori élményként él meg, mely következtében magatartásbeli, kognitív, érzelmi és pszichológiai szimptómák alakulnak ki az érintett gyermekben.

## Áttekintés
A "kóros elidegenítés" jelenségét 1976-ban írták le először: olyan helyzetre utal, melyben egy gyermek ok nélkül elutasít egy tőle külön élő szülőt, bántóan utal rá.  Richard A. Gardner javaslatára vezették be a szülői elidegenítés szindróma (parental alienation syndrome, rövidítve: PAS) kifejezést 1980-ban, mely a pszichiáter válófélben lévő szülőkkel folytatott klinikai kísérletein alapul. A szülői elidegenítésre nem létezik egyetlen definíció, mivel számos módon nyilvánul meg.
A "szülői elidegenítés szindrómát" az orvosi, pszichológusi és jogi közösség nem ismeri el zavarnak, és Gardner elméletét illetve az ehhez kapcsolódó kutatásokat keményen kritizálták a témával foglalkozó szakértők.  Mivel a kritikák egyik sarokpontja, hogy nem "valódi" szindrómáról (tünetegyüttesről) beszélünk, ezért az utóbbi időben mellőzik a szindróma használatát és egyszerűen szülői elidegenítésként hivatkoznak a jelenségre. Az Egészségügyi Világszervezet (WHO) által kiadott "Betegségek és kapcsolódó egészségügyi problémák nemzetközi statisztikai osztályozása" (ICD - magyarul: BNO) katalógus legújabb, 2019. május 25-én jóváhagyott 11-es változatba belekerült a szülői elidegenítés mint "index-kifejezés". Ezt azt jelenti, hogy a WHO elismeri a jelenség létezését, bár nem egy önálló rendellenességként, hanem a QE52.0 kódjelű "gondozó szülő-gyermek közötti" problémaként tekint rá. Az Amerikai Pszichiátriai Szövetség (American Psychiatric Association) Mentális Zavarok Diagnosztikai és Statisztikai Kézikönyve (DSM) ötödik változata (DSM-5) ugyan szándékosan nem említi név szerint a szülői elidegenítést, azonban jelenség lényegében bele lett fogalmazva "gyermek lelki bántalmazása" címszó alatt.
A fogalom kritikusai szerint az is aggodalomra ad okot, hogy az a szülő, aki saját viselkedésével idegenítette el magától a gyermeket, például, de nem kizárólag az általa elkövetett családon belüli erőszak vagy gyermekkel szembeni abúzus révén, a bíróságon arra hivatkozhat, hogy a gyermek vele szemben valóban elidegenült viselkedése a másik szülő elidegenítő viselkedésének következménye, és ezzel akár a gyermek láthatási jogát is megszerezheti.

## Okok
Az elidegenedés okai két nagyobb kategóriába sorolhatók:
- valós elidegenedés: a szülő ártalmas vagy sértegető viselkedése a gyermek elidegenedéséhez vezet;[16]
- kóros elidegenítés: az elidegenedés a gyermek családi viszonyainak kóros következménye, vagyis nem az elidegenített szülő viselkedésére adott racionális válasz. Ebben az esetben a gondozó szülő (és/vagy a környezete) direkt vagy indirekt elidegenítő magatartásának eredményeképpen a gyermek azonosul ezzel a mintával és sajátjaként adja elő.

A valós elidegenedést meg kell különböztetni a kóros elidegenítés jelenségétől. Az előbbi jelenség során egy gyermek érthető módon elutasít egy bántalmazó szülőt, míg az utóbbi esetben pszichológiai szempontból ártalmas és alaptalan jelenségről van szó.

## A jelenség velejárói
A szülői elidegenítés jelenségével az alábbi tünetek hozhatók kapcsolatba:
- A gyermek nem kötődik az elidegenített szülőhöz.[18]
- Az elidegenített szülővel szemben a gyermek viselkedése fellengzős, szemtelen lehet, az empátia teljes hiánya, valamint önteltség, arrogáns viselkedés jellemzi és az a téveszmés hit, hogy az elidegenített szülő bántalmazó, illetve nem alkalmas a gyereknevelésre.[18][19][20]
- A gyermek gondolkodását a megosztottság jellemezheti, azt gondolhatja, hogy az egyik szülő teljesen jó, a másik pedig teljesen rossz, illetve mindketten nagyon rosszak.[16][21][22]

## Motiváció
A szülői elidegenítés egyik elképzelése szerint egy bizonyos szülő által kezdeményezett elidegenítési szituációban, ha a szülő gyerekkorában elhagyatottnak érezte magát, illetve ha úgy érezte, hogy nem elég jó, egy válás, vagy szakítás előidézi és újra előhozza ezeket a gyerekkori sérelmeket. Válaszadásképpen, ez a szülő újra eljátszhat egy, a saját gyerekkorával kapcsolatos hamis narratívát, ahol:
- a gyermek másik szülője szimbolizálja az alkalmatlan, illetve bántalmazó szülőt,
- a gyermek szimbolizálja a másik szülő áldozatát,
- az ártalmas szülői gyakorlatokat alkalmazó szülő szimbolizálja a gyermekét látszólag védelmezni kívánó jó szülőt.[31]

A külső szemlélők - barátok, gyermekvédelmi dolgozók, terapeuták és bírók - szerepe az elidegenítő szülő téveszméjének igazolása, melyet részben már igazolt a gyermek áldozatként történő viselkedése. Mindazonáltal a valóságban a másik (különélő) szülő egyáltalán nem alkalmatlan és nem is bántalmazó, miközben az ártalmas magatartást alkalmazó szülő ténylegesen az. Valójában az a szülő, aki fél, retteg attól, hogy nem fog megfelelni, illetve elhagyják, kivetíti e félelmeit a másik szülőre, mert "mindenki világosan láthatja" hogy a másik szülőt utasítja vissza és hagyja ott a gyermek, ezért ő az "alkalmatlan".
A destruktív szülői gyakorlatot alkalmazó szülő jellemzően borderline személyiségzavarral, illetve nárcisztikus személyiségzavarral, küzd, aki az alkalmatlanság és az elhagyatottság érzését még fiatalkorában élte meg. Egy válás vagy szakítás újra előhozhatja ezt az érzést, melyet próbál kompenzálni és üldözési mánia jellemezheti.
Ezek a szülők azt gondolják, hogy rájuk nem érvényesek a tisztességes és törvényes viselkedéssel kapcsolatos társadalmi normák és "a saját képükre" próbálják nevelni a gyerekeiket. Megpróbálják túlságosan magukhoz kötni a gyerekeket, felettük abszolút és korlátlan hatalmat követelnek, mert félnek az elutasítástól, félelmeiket a másik szülőre vetítik ki. A gyerekeik "érdekében" elhagyják a társukat, és a fájdalmas gyermekkori kötődési trauma élményét élik át újra.

## Mechanizmus
Az ártalmas szülői viselkedés technikái nagyon kifinomultak és "tökéletesek" lehetnek. A szülő a legtöbb esetben bevonja a gyermeket a házastársi konfliktusba azáltal, hogy arra ösztönzi a gyermeket, hogy panaszkodjon a másik szülőre, majd "lelkesen helyben hagyja" ezt. Ebből adódóan a gyermek abban a hitben él, hogy a másik szülő veszélyes és szívtelen, nem szereti őt. A panaszkodásra való ösztönzés a gyermeket áldozatszerepbe kényszeríti, anélkül, hogy tudna róla, ezáltal a szülő felveheti a védelmező szerepét, a másik szülő pedig az "alkalmatlan" szülői szerepet kapja. Mivel a kívülállók nem látják, hogy mi történt korábban, csak azzal szembesülnek, hogy a gyermek "áldozatként" viselkedik. Idővel a panaszkodási folyamat eredményeként a gyermek közelebb áll majd az elidegenítő szülőhöz - hasonlóan a Stockholm-szindrómához - és eltávolodik az elutasított szülőtől, mivel vele kapcsolatban csak a negatív dolgok lettek kiemelve. Ennek kettős hatásaként a gyermek a másik (különélő) szülőt vissza fogja utasítani.
A szülő hazugságokat, részleges hazugságokat, és túlzásokat is keverhet ebbe az ártalmas folyamatba, főleg akkor, ha a gyermek ezeket nem tudja ellenőrizni, illetve ahol a részleges hazugságnak csak az igaz részét lehet könnyen ellenőrizni. Annak eredményeként, hogy a gyermeket az elidegenítő szülő az elutasított szülő feletti ítélkezésre ösztönzi, a gyermek felsőbbrendűnek érzi magát az elutasított szülőnél, ezáltal vele szemben nagyképű és arrogáns lesz, úgy érzi, hatalma van felette. Ez tovább táplálja az elidegenítő szülő téveszméjét, hogy megvédi a gyermeket az alkalmatlan szülőtől. Ezután a gyermek is átveszi ezt a téveszmét és gondolkodást.
Mivel a gyermek és a szülő más generációhoz tartozik, egy igen rendellenes háromszög jön létre, mely a rendszeres és folyamatos elidegenítési stratégiák következtében csak tovább bonyolódik és szövevényesedik, s egyre rosszabb helyzetet idéz elő az a tény, hogy az egyik résztvevőnek személyiségzavara van. A személyiségzavaros szülő megtöri a család dinamikáját és azt kívánja elérni, hogy a volt házastárs a gyerekének már csak a volt szülője legyen. Végül pedig a gyermek úgy értelmezi az elutasított szülő elvesztéséből adódó fájdalmat, hogy ez azért történt, mert az elutasított szülő bántalmazó. A gyermek ezt a fájdalmat főleg az elutasított szülő jelenlétében érzi.

## A helyzet kezelése
Hatékonyan visszaállítani a gyermek szülőhöz való kötődését úgy lehet, hogy először is védelmet kell biztosítani az ártalmas szülői gyakorlatokkal szemben. Egy tanulmány szerint a gyermek ezt a védelmet nem éli meg traumatikus élményként.
Az egyik elmélet szerint, amennyiben megfigyelhetők a szülőtől való elidegenedés jelei, a hagyományos tanácsadásnál hatékonyabbnak tűnik a strukturált beavatkozás. A strukturált beavatkozás a következőket foglalja magában:
- kritikus gondolkodás kialakítása, az elutasításon és a bonyolításon való felülemelkedés
- a gyermek helyének visszaállítása a család hierarchiájába
- a családok rendszerének kezelése
- a gyermek számára időszakos védelem biztosítása az elidegenítő szülő destruktív gyakorlatával szemben.

A strukturált beavatkozás mellett érvelők szerint a hagyományos kezelési szövetségen alapuló tanácsadás a következő hiányosságokat rejti magában:
- a mérföldkövek és ütemterv hiányából adódó késések
- az egyik szülő szabotálja a közös munkát, azzal a céllal, hogy az ne járjon sikerrel
- kizárólag a gyermek érzelmeinek és panaszainak előtérbe helyezése, a család rendszerével való foglalkozás kizárása
- koholt, túlzott és eltorzított panaszokért való bocsánatkérés a szülő részéről: nem hatékony megoldás.

## Más módszerek
A súlyos eseteknél néhányan más megközelítést javasoltak. Ezekben az esetekben az érintett gyermekeknél egy tünetegyüttest határoztak meg és pszichológiai magyarázatot adtak magukra a tünetekre. A tüneteket az ártalmas szülői magatartás okozza és azon okokat is feltárják, hogy adott esetben egy szülő miért folyamodik ehhez. Ebben a megközelítésben a jelenség pszichológiai problémák kombinációja, melyeket az e területen szakképzett pszichológusok képesek megérteni és felismerni. Az elméleti megfogalmazás szerint a - hagyományosan szülői elidegenítésnek nevezett - kóros viselkedés egy már meglévő kóros viselkedés manifesztálódott formája."

## Szakmai elfogadottság
A szülői elidegenedés elfogadottsága története során folyamatosan változott a szakemberek körében. Egy 2009-es felmérés a mentális egészségügyi és a jogi szakemberek között a szülői elidegenedési szindróma fogalmával kapcsolatban erős kétkedést, a szülői elidegenedés koncepcióval kapcsolatban pedig óvatosságot tapasztalt.

### Mentális egészséggel foglalkozó szakemberek
A mentális egészségügyi szakemberek között a szülői elidegenedés elfogadottsága nem egységes. A múltban az Amerikai Pszichiátriai Szövetség és az Amerikai Pszichológiai Szövetség semleges nézőpontot képviselt a szülői elidegenedésről, mint külön szindrómáról. 2016-ban kiadott álláspontjukat szerint "a szülői elidegenítés létezésének tagadása, hogy ez nem gyermekbántalmazás, ellentétes az általuk kiadott publikációkkal", mindemellett - ahogy a bevezetőben említettük - az általuk kiadott DSM-5-be is belekerült a jelenség lényege. Az új, "gyermek lelki bántalmazása" címszó úgy lett definiálva, mint "a gyermeket nevelő szülő szándékos szóbeli, vagy tettleges cselekedete, melynek eredményeképpen a gyermek jelentős lelki sérülést szenved". Ebben a cikkelyben azonban további részleteket találunk, melyben a szülői elidegenítés koncepciója köszön vissza. A “szülő-gyermek közötti problémák" között példaként említi azt, hogy a gyermek az elidegenített szülőről alkotott képe mások negatív hatására jön létre, ellenséges valaki felé, vagy bűnbakként állítja be és nincs reális oka az eltávolodásnak a szülőjétől.
Ahogy fentebb említettük, az ENSZ Egészségügyi Világszervezete által kiadott nemzetközi katalógusba (BNI) is belekerült a szülői elidegenítés, még ha nem is külön rendellenességként, hanem a "gondozó szülő-gyermek közötti probléma" szinonimájaként.

### Bíróságok
Az Egyesült Államokban a Családjogi és Békéltető Bíróságok 2010-ben végeztek egy felmérést, melyben a megkérdezett 300 résztvevő 98%-a igennel válaszolt a következő kérdésre: "Ön szerint vannak gyerekek, akiket az egyik szülő manipulál, hogy az ésszerűtlenül és alaptalanul visszautasítsa a másik szülőt?". Mindazonáltal a szülői elidegenítés nem a manipuláló tevékenységre utal, hanem inkább a gyermeknél az elidegenítő viselkedés következtében kialakuló elutasításra.
Néhány bíróság elismeri, hogy a szülői elidegenítés a gyermekbántalmazás egyik súlyos formája, mely a gyermek számára nagyon komoly következményekkel jár. Egyes bíróságok Brazíliában és Mexikóban törvénybe foglalták, hogy a szülői elidegenítés bűntény. Más bíróságok felfüggeszthetik a gyermektámogatást azokban az esetekben, ahol szülői elidegenítés áll fenn. New Yorkban, a Robert Coull v. Pamela Rottman ügyben, No. 2014-01516, 2015 N.Y. App. Div. LEXIS 6611 (2015. szeptember 2.), ahol a gyermek anyja "elidegenítési módszerekkel" akadályozta az apát a fia láthatásában, felfüggesztették a gyermektartásdíj folyósítását. Néhány amerikai bíróság megbízott család újraegyesítési terapeuta segítségével szintén próbált tenni az ügy érdekében; de jelenleg nincsenek érvényben szülői elidegenítést szabályozó szövetségi vagy állami törvények az Egyesült Államokban. A szülői elidegenítés természetéből adódóan sok bíróság előírja, hogy minősített szakembernek tanúvallomással kell alátámasztania a szülői elidegenítés tényét, illetve azt, hogy a szülő mentális zavarral küzd.
A szülői elidegenítési viselkedés más mentális zavarokat is magában foglalhat, mind az elidegenítő, mind az elidegenített szülő részéről, ezek figyelembe vétele is releváns lehet egy gyermekelhelyezési per esetén. Az elidegenített gyermek viselkedése szintén fontos tényező.
A szülői elidegenítés (PA), illetve a szülői elidegenítés szindróma (PAS) felismerése és bizonyítása szakavatott szakemberek bevonását követeli a hatósági eljárásokban. Ehhez a gyermekvédelmi, családsegítői területen dolgozó szakemberek, pszichológusok, pszichiáterek képzése, továbbképzése szükséges. A Magyarországon - egységességét tekintve - még kialakulóban lévő bírói ítélkezés kezdi felismerni a probléma létét és jelentőségét: "A gyermek nevelésére való alkalmatlanságra vonható következtetés abból, ha a szülő a gyermeket el akarja idegeníteni a másik szülőtől..." (A Legfelsőbb Bíróság 17. számú irányelve).